# イソニコチン酸
イソニコチン酸（英語: isonicotinic acid）または、ピリジン-4-カルボン酸（英語: pyridine-4-carboxylic acid）は、化学式がC5H4N(CO2H)で表される有機化合物である。4位にカルボン酸が置換したピリジン誘導体で、ピコリン酸とニコチン酸の異性体である。